# Чанг: Драма в глушині
Чанг: Драма в глушині (англ. Chang: A Drama of the Wilderness) — американський пригодницький фільм режисера Меріана К. Купера 1927 року. Фільм був номінований на премію «Оскар» за унікальне художнє виконання.

## Сюжет
Фільм про бідного селянина Кру з Сіаму (нині Таїланд) і його боротьбу за виживання в джунглях. Зображений у фільмі фермер Кру б'ється з леопардами, тиграми і навіть зі стадом слонів. Всі їх дії представлені як постійні напади на його життя. Так творці кінофільму, Купер і Шодсак своїми камерами спробували охопити справжнє життя, хоча часто деякі сцени перезнімалися, оскільки не могли повною мірою бути охоплені фільмом.

## У ролях
- Кру
- Чантуі
- Га
- Ладаг
- Намул
- Тан